# Roberto Ballini
Roberto Ballini (Camaiore, Toscana, 14 de marzo de 1944) fue un ciclista italiano que fue profesional entre 1966 y 1972.
En su palmarés solo hay dos victorias, una victoria de etapa al Giro de Italia de 1969 y la Coppa Placci del mismo año.

## Palmarés
- 1969
  - 1º en la Coppa Placci
  - Vencedor de una etapa al Giro de Italia

### Resultados al Giro de Italia
- 1966. 59.º de la clasificación general
- 1967. Abandona
- 1968. 27º de la clasificación general
- 1969. 73.º de la clasificación general. Vencedor de una etapa
- 1970. 88.º de la clasificación general

### Resultados al Tour de Francia
- 1971. 92.º de la clasificación general